# Polydora nuchalis
Polydora nuchalis är en ringmaskart som beskrevs av Woodwick 1953. Polydora nuchalis ingår i släktet Polydora och familjen Spionidae. Inga underarter finns listade i Catalogue of Life.